# قهرمانی وزنه‌برداری جهان ۱۹۰۸
قهرمانی وزنه‌برداری جهان ۱۹۰۸ یازدهمین دوره از رقابت‌های قهرمانی جهان می‌باشد که از ۸ تا ۹ دسامبر ۱۹۰۸ در وین، اتریش-مجارستان برگزار گردید. ۲۳ ورزشکار مرد از ۲ کشور در این دوره رقابت کردند.
وزنه‌برداران اتریش تمام مدال‌ها را کسب کردند.

## خلاصه مدال‌ها
| رویداد          | طلا                  | نقره                     | برنز                      |
| میان‌وزن ۸۰ ک‌گ   | Johann Eibel · اتریش | Anton Nejedlik · اتریش   | Johann Staudinger · اتریش |
| سنگین‌وزن ۸۰+ ک‌گ | یوزف گرافل · اتریش   | Berthold Tandler · اتریش | Edmund Danzer · اتریش     |

## جدول مدال‌ها
| رتبه           | کشور           | طلا | نقره | برنز | مجموع |
| -------------- | -------------- | --- | ---- | ---- | ----- |
| ۱              | اتریش          | ۲   | ۲    | ۲    | ۶     |
| مجموع (۱ کشور) | مجموع (۱ کشور) | ۲   | ۲    | ۲    | ۶     |